# 유도버스

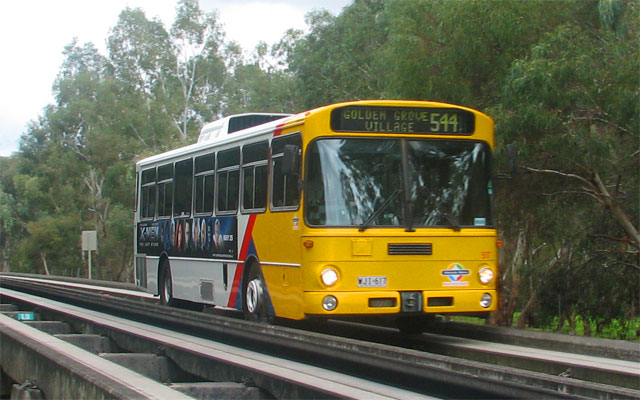
O-Bahn 버스

유도버스(誘導 - , 영어: guided bus)는 버스의 일종으로 외부의 장치 또는 설비로 의해 유도되어 정해진 트랙(선로, 노선)으로 운행하는 버스를 말한다. 정해진 트랙은 도로와 평행으로 만들어 운행하거나 별도의 전용도로로 개설, 버스의 정시성을 확보하여 대량수송이 가능하게 운행하기도 한다.
유도방식에 따라 선로유도식(트랜스로(Translohr), 봄바르디어 유도차량(Guided Light Transit: 단종)), 구속유도식(나고야 가이드웨이 버스), 광학유도식(지멘스의 옵티가이드), 자석유도식(네덜란드의 필리어스 시스템) 등으로 구분한다.
대한민국에서는 한국철도기술연구원에서 자석식의 필리어스 시스템을 도입하여 바이모달트램이라는 이름으로 대한민국 실정에 맞게 도입을 시도했던 전례가 있다.

## 형태

### 선로유도식
차량의 고무바퀴 사이에 별도의 선로를 설치하여 이 선로를 따라 유도되는 방식이다.
트랜스로(Translohr)와 봄바르디어 유도차량(단종)이 있다. 트랜스로는 차량의 운전대가 없는 선로유도방식이라는 점에서 트램으로 분류하기도 한다.
프랑스 클레몽페랑과 낭시, 이태리 파두아, 중국 천진, 예루살렘 시가지 등에 설치되어 운행되고 있다.

### 구속유도식
정해진 도로로 운행하는 시스템으로 최초의 유도버스인 독일 에센시의 유도버스가 구속유도식(Kerb Guided Busway)이다.
도로 양측에 낮은 벽을 만들어 이 벽을 따라 운행하는 시스템이다.
독일 만하임, 영국 버밍햄, 일본 나고야 등에 설치되어 운행하고 있다.

### 광학유도식
차량 전면에 부착된 카메라로 도로 차선 이미지를 촬영, 분석하여 도로를 판별하고 이에 유도되어 운행하는 시스템이다.
독일 지멘스사에 개발한 옵티가이드(OPTIGUIDE)라는 시스템으로 현재 프랑스 루엔, 스페인 카스텔론에 설치되어 운행하고 있다.

### 자석유도식
도로 밑에 매립된 자석을 따라 운행하는 방식이다.
네덜란드의 필리어스 시스템(Phileas System)이 네덜란드 에인트호번에 설치되어 운행되고 있으며, 프랑스 두에(Douai)시에 설치공사중에 있다. 국내에서도 바이모달트램으로 인천시에 도입될 예정에 있다.

## 같이 보기
- 경전철
- 신교통 시스템
- 바이모달트램